# Jackson Costa
Jackson Costa (Itabuna, 7 de abril de 1966) é um ator brasileiro.

## Biografia
Ator e diretor, Jackson Costa ingressou no teatro em Itabuna aos 16 anos. Aos 22 anos, mudou-se para Salvador com o intuito de fazer a faculdade de teatro da Universidade Federal da Bahia.
Jackson Costa trabalhou em minisséries e novelas como “Pedra sobre Pedra”, “Renascer” e "Tocaia Grande". O ator interpretou o personagem “Deus” na peça “Vixe, Maria! Deus e o Diabo na Bahia!”, dirigida por Fernando Guerreiro e dirigiu a peça “Nem Louco nem tão pouco”. Jackson Costa lançou um CD, no qual interpreta poesias de Castro Alves, Gregório de Matos e outros poetas e dirige o grupo musical “Virado no Mói de Coentro”.
Em 2006, foi o principal nome masculino do longa "O Dono do Mar", adaptação do livro homônimo escrito por José Sarney.
Em 2007, esteve no elenco da microssérie "A Pedra do Reino", dirigida por Luiz Fernando Carvalho em homenagem aos 80 anos do autor da obra, o escritor Ariano Suassuna. No mesmo ano, o ator participou da novela "Duas Caras", da TV Globo, e do filme "Estranhos".
Jackson Costa volta às novelas em 2009 e participa de "Paraíso", da Rede Globo. No seguinte, o ator participa da minissérie "Dalva e Herivelto - Uma Canção de Amor" exibida pela Rede Globo. Foi apresentador do programa "Aprovado", que era transmitido nas manhãs de sábado pela TV Bahia, entre 2010 e 2017.

## Carreira

### Na televisão
- 2018 - Segundo Sol - Lourival
- 2015 - Verdades Secretas - Joca (cafetão)
- 2013 - Amor à Vida
- 2012 - Gabriela - Douglas
- 2010 - Na Forma da Lei - Anselmo
- 2010 - Dalva e Herivelto - Uma canção de amor - Herculano
- 2009 - Paraíso - Isidoro
- 2008 - Faça sua História - Nelson Roque
- 2007 - Duas Caras - Waterloo de Sousa / Sufocador
- 2007 - A Pedra do Reino - Clemente Ravasco
- 2003 - Carga Pesada - Valdo
- 1998 - Dona Flor e Seus Dois Maridos - Anacreon
- 1995 - Tocaia Grande - Aurélio
- 1993 - Renascer - Padre Lívio
- 1992 - Pedra Sobre Pedra - Ulisses[6][3]

### No cinema
- 2010 - Estranhos... Luis
- 2008 - Revoada... Lua Nova
- 2006 - O Dono do Mar.... Antão Cristório[7]
- 2003 - O Vestido.... Darcy
- 1998 - Bela Donna.... Afrânio
- 1995 - Jenipapo.... Orlando

### No teatro
- "Bispo[8]